# Tjantjachi (Ratja-Letjchumi och Nedre Svanetien)
Tjantjachi (georgiska: ჭანჭახი) är ett vattendrag i Georgien, Det ligger i regionen Ratja-Letjchumi och Nedre Svanetien, i den centrala delen av landet, 150 km nordväst om huvudstaden Tbilisi. Tjantjachi mynnar som vänsterbiflod i Rioni.